# Vulgus
Vulgus  (Japans: バルガス) is een verticale shoot 'em up uitgebracht door Capcom in 1984. Het is het eerste spel dat Capcom ooit heeft gemaakt en is nu gratis verkrijgbaar.

## Gameplay
De speler bestuurt een ruimtevaartuig met één doel: alle vijanden vernietigen. Het tuig heeft twee verschillende wapens: een eerste wapen met ongelimiteerde ammunitie en een gelimiteerd hoeveelheid van bommen. Door de "Pow"-iconen op te pakken, die willekeurig in de levels verschijnen kan de speler zijn bommen aanvullen. Het spel herhaalt zich met toegevoegde moeilijkheden totdat de speler drie levens verloren heeft.

## Platform
Naast Arcade en Windows kwam het spel als onderdeel uit de volgende compilatiespellen:
- Capcom Generation 3 (PlayStation, Sega Saturn)
- Capcom Classics Collection (PlayStation 2, Xbox)
- Capcom Classics Collection Reloaded (PlayStation Portable)